# Wilmer Velásquez
Wilmer Raynel Neal Velásquez (Tela, 28 de abril de 1972) é um futebolista hondurenho que atuava como atacante.

## Carreira
Conhecido por El Matador, Velásquez é um dos maiores ídolos do Olimpia, onde iniciou a carreira profissional em 1990. Em sua primeira passagem, jogou 35 partidas e fez 12 gols - o primeiro deles foi apenas em janeiro de 1992, contra o rival Motagua. Após uma rápida passagem pelo Deportes Concepción em 1996 (19 partidas e 8 gols), voltou ao Olimpia no mesmo ano, desta vez como artilheiro nos torneios Apertura e Clausura.

## A curta passagem pelo Sport Recife
Em 1999, o Sport Recife surpreendeu ao contratar Velásquez, que ainda se recuperava de uma fratura na clavícula e chegou a desmentir a ida ao Leão da Ilha. Além dele, veio o lateral Chepo. A dupla teve passagem curta pelo futebol brasileiro: enquanto El Matador disputou 8 jogos, Chepo entrou em campo 5 vezes - ambos fizeram um gol cada.

## Volta ao Olimpia, ida ao México e aposentadoria
Depois da curta experiência no Sport, El Matador voltaria novamente ao Olimpia, voltando a se destacar. Em sua terceira passagem pelos Leones, foram 61 partidas e 32 gols. Seu desempenho levou o Atlas (México) a contratar Velásquez em março de 2001. Porém, a passagem pelo time de Guadalajara durou apenas 6 meses: usado majoritariamente como opção no banco de reservas, ele atuou em apenas 13 partidas, com um único gol. E pela quarta vez, regressaria ao Olimpia, onde viveria seu auge.
Em sua última passagem pelos Leones, o atacante entrou para a história do futebol hondurenho ao tornar-se o maior artilheiro do Campeonato nacional, com 196 gols, ultrapassando o recorde anterior, pertencente ao brasileiro Denilson Costa, que é naturalizado hondurenho (chegou a defender a Seleção entre 2003 e 2005) e balançou as redes 150 vezes. Em 2005, ficou em segundo lugar entre os maiores artilheiros do futebol internacional, com 15 gols (por seleção e clube), atrás de Adriano, que fizera 18 gols.
Em novembro de 2009, aos 37 anos, Velásquez encerrou sua carreira ao encerramento do Torneio Clausura, com 17 títulos (14 nacionais, uma Copa nacional, uma Supercopa e uma Copa Interclubes da UNCAF).

## Seleção Hondurenha
Velásquez integrou a Seleção Hondurenha de Futebol em 3 edições da Copa Ouro da CONCACAF (1998, 2003 e 2005, quando foi semifinalista).
Não foi convocado para Los Catrachos durante 2 anos, perdendo a chance de jogar a Copa América de 2001, quando Honduras ficou em terceiro lugar. Sua despedida da seleção foi em fevereiro de 2007, na Copa das Nações da UNCAF. Enfrentando a Nicarágua, Velásquez mostrou que, aos 34 anos, continuava atormentando as defeass adversárias (foram 4 gols na vitória por 9 a 1). Em 10 anos de seleção, El Matador fez 35 gols em 47 jogos.

## Títulos
CD Olimpia
- Copa Interclubes da UNCAF (2): 1999 e 2000
- Supercopa de Honduras (1): 1996–97
- Liga Profesional de Honduras (13): 1992–93, 1995–96, 1996–97, 1998–99, 2000–01 (Apertura), 2002–03 (Apertura), 2003–04 (Clausura), 2004–05 (Clausura), 2005–06 (Apertura), 2005–06 (Clausura), 2007–08 (Clausura), 2008–09 (Clausura), 2009–10 (Clausura)
- Copa de Honduras (1): 1995

### Individuais
- Artilheiro da Copa Centroamericana (3): 1997, 2005 e 2007
- Artilheiro do Campeonato Hondurenho (4): 1997–98 (Apertura), 1997–98 (Clausura), 1999–00 (Apertura) e 2007–08 (Clausura)
- Maior artilheiro do Campeonato Hondurenho: 196 gols
- Maior artilheiro do Club Deportivo Olimpia: 196 gols